# XTO Energy
XTO Energy Inc. ist ein US-amerikanisches Unternehmen mit Sitz in Fort Worth, Texas.
Das Unternehmen ist im Energiesektor tätig. Es produziert Erdöl und Erdgas. Gegründet wurde das Unternehmen 1985 durch Bob R. Simpson. Gegenwärtig geleitet wird das Unternehmen von Keith A. Hutton (Chief Executive Officer) und Vaughn O. Vennerberg. Im Unternehmen sind rund 2.300 Mitarbeiter (Stand: 2008) beschäftigt. XTO Energy war im US-amerikanischen Aktienindex S&P 500 gelistet.
Am 12. Dezember 2009 kündigte ExxonMobil an, das Unternehmen für 41 Milliarden US-Dollar im Zuge eines Aktientausches zu übernehmen. Im Juni 2010 wurde die Übernahme abgeschlossen und die Börsennotierung von XTO Energie aufgehoben. 